# Братськ (аеропорт)
Аеропорт Братськ - міжнародний аеропорт в Іркутській області за 8 км від міста Братська. Є запасним аеродромом аеропорту Іркутськ.

## Приймаємі повітряні судна
Ан-12, Ан-24, Ан-26, Ан-30, Ан-72, Ан-74, Ан-124, Ан-140, Л-410, Іл-76, Іл-86, Іл-96, Іл-114, Ту-134, Ту-154, Ту-204, Ту-214, Як-40, Як-42, Airbus A310, Airbus А319, Airbus А320, Boeing 737, Boeing 747, Boeing 757, ATR-42, L-1011 тощо.

## Авіалінії та напрямки
| Авіакомпанія    | Пункт призначення                                            |
| --------------- | ------------------------------------------------------------ |
| Angara Airlines | Іркутськ                                                     |
| IrAero          | Іркутськ                                                     |
| S7 Airlines     | Іркутськ (з 2 червня 2019),, Москва-Домодєдово, Новосибірськ |
| UTair Aviation  | Талакан, Тюмень                                              |